# 波德博扎尼
波德博扎尼是捷克的城鎮，位於該國西北部，由烏斯季州負責管轄，面積60.12平方公里，海拔高度320米，該地區自新石器時代有人類居住，2011年人口6,399。

## 外部連結
- Official website （页面存档备份，存于）